# 조지프 니덤
조지프 니덤(Joseph Terence Montgomery Needham, CH, FRS, 1900년 12월 9일 ~ 1995년 3월 24일)은 영국의 박물학, 과학사회학 학자이다.
케임브리지 대학교 교수를 지냈으며, 저서 《중국의 과학과 문명》은 비교철학과 중국학에서 중요한 저서로 여겨진다. 중국이 어떻게 과학기술에서 서구에 뒤지게 되었는가를 규명하는 데 초점을 맞추고 있다. 중국에서는 한자명(漢子名)인 李约瑟(Lǐ Yuēsè, 이약슬)로 불린다.

## Why not 질문
니덤이 중국 전통시대의 과학이 세계 어느 문명권의 그것보다도 훨씬 더 뛰어났다는 점을 연구하고 밝혀내면서 왜 16~17세기에 이르러 중국이 서구과학에 뒤쳐지게 되었는가는 의문을 품게 된다. 그는 “왜 중국에서는 과학혁명이 일어나지 않았는가?”라는 Why not 질문을 던지게 되고 중국 전통사회의 과학과 자연관, 사상, 제도에 대해서 분석한다. Why not 질문에 대한 해답을 찾기 위해 많은 학자들이 중국전통과학 분야에 뛰어들었고 여러 가지의 대답을 촉발시키는 계기가 되었다. 이후 네이선 시빈(Nathan Sivin), 앵거스 찰스 그레이엄(Angus Charles Graham) 등이 서구 중심의 세계관에 따른 Why not 질문의 한계를 지적하기도 하였다.

## 서훈
- 1992년 컴패니언 오브 아너(Order of the Companions of Honour, CH)[2]

## 같이 보기
- G. E. R. 로이드
- 중국의 4대 발명